# Quintus Fulvius Flaccus (Konsul 179 v. Chr.)
Quintus Fulvius Flaccus war ein Politiker der römischen Republik.
Der Sohn des gleichnamigen Konsuls war curulischer Aedil im Jahr 184 v. Chr. und 182 v. Chr. bis 180 v. Chr. als Praetor in Hispanien im Kampf gegen die Keltiberer. Als Konsul des Jahres 179 v. Chr., welches Amt er gemeinsam mit seinem leiblichen Bruder Lucius Manlius Acidinus Fulvianus bekleidete, kämpfte er gegen die Ligurer. Er war Censor 174 v. Chr. und baute 173 v. Chr. der Fortuna Equestris einen Tempel, bei dem er den Marmor eines Tempels der Hera Lacinia in Kroton verwendete. Es wird berichtet, dass er im Jahr darauf geisteskrank wurde und Selbstmord beging. Die Benennung der Via Fulvia nach ihm ist zweifelhaft.